# Нагорный (Забайкальский край)
Наго́рный — посёлок в Нерчинском районе Забайкальского края России. Входит в состав сельского поселения «Зареченское».

## География
Посёлок находится в центральной части региона, на юге района, менее чем в 2 км к северу от окраин Нерчинска. Северо-западнее, на берегу Нерчи, располагается посёлок Заречный, центр сельского поселения, а также выделенный в отдельный населённый пункт посёлок Опытный, представляющий собой несколько улиц в северной части Заречного. Юго-западнее, за шоссе — аэродром Нерчинск. К северу и востоку от Нагорного наблюдается заметное поднятие рельефа, населённый пункт фактически стоит в устье двух крупных падей, восточная из них носит название «Полигонная падь». Ближайшие крупные вершины: на севере — 591 м, на северо-востоке — 700,3 м. В юго-восточном направлении от Нагорного, севернее Нерчинска, находится 36-я мобильная станция дальней радионавигации (ранее находилась в подчинении Росаэронавигации).
Климат
Климат характеризуется как резко континентальный, с продолжительной холодной зимой. Средняя температура самого тёплого месяца (июля) составляет 18—20 °С (абсолютный максимум — 38 °С). Средняя температура самого холодного месяца (января) — от −28 до −30 °С (абсолютный минимум зафиксирован на уровне в −54 °С). Годовое количество осадков — 300—350 мм. Продолжительность безморозного периода составляет 100—110 дней.

## История
В 1966 году указом Президиума ВС РСФСР посёлок центральной усадьбы Умыкейского совхоза был переименован в Нагорный. В 1965—1967 годах началось строительство домов на улице Юбилейной. Посёлок возник на месте бывшего военного радиомаяка. В 1969 году строительство населённого пункта было завершено. Именно 1969 год считается годом основания Нагорного.
Посёлок Нагорный стал в том же году центром Нагорненского сельсовета (первый председатель — Л. Н. Павлуцкая). Сельсовет объединял производственные участки совхоза «Умыкейский». В Нагорном находилась центральная усадьба совхоза, также в составе сельсовета были производственные участки Верхний Умыкэй и Нижний Умыкэй (впоследствии от населённого пункта осталось лишь урочище). Совхоз «Умыкейский», формирование которого было завершено к 1969 году, обеспечивал закупку скота в колхозах, совхозах и у населения нескольких районов Читинской области. Базой для создания совхоза послужили приёмный пункт Нерчинского мясокомбината, 5-е отделение совхоза «Нерчинский», приёмный пункт Сретенского мясокомбината в селе Гаур Чернышевского района, а также приёмный пункт «Роговики» на территории Балейского района.
В 1970—1980-х годах продолжалось строительство жилья на улицах Юбилейной и Молодёжной. В 1976 году совхоз «Умыкейский» был реорганизован в откормочный совхоз по доращиванию крупного рогатого скота (в этом качестве он входил в состав объединения «Читаскотпром»), а в 1985 году — в совхоз мясомолочного профиля. До муниципальной реформы начала 2000-х годов посёлок Нагорный был центром Нагорного сельского округа, включавшего также село Верхний Умыкэй. В 2004 году населённый пункт вошёл в состав новообразованного сельского поселения «Зареченское», тогда как Верхний Умыкэй образовал отдельное сельское поселение «Верхнеумыкэйское».

## Население
| 2002 | 2010 | 2021 |
| ---- | ---- | ---- |
| 551  | ↘489 | ↘433 |

По состоянию на 1987 год население посёлка составляло около 540 человек. По данным Всероссийской переписи населения 2002 года, в посёлке проживало 270 мужчин и 281 женщина, 99 % населения составляли русские.

## Инфраструктура
В посёлке есть средняя школа, детский сад, Дом культуры, филиал районной библиотеки, фельдшерско-акушерский пункт. По данным 2013 года, в посёлке числилось 181 домовладение. Жители занимаются сельхозпроизводством на личных подсобных хозяйствах. Действует ипподром.

## Улицы
- Ул. Молодёжная
- Ул. Октябрьская
- Ул. Юбилейная
- Пер. Школьный[13]

## Транспорт
Просёлочные дороги с выездом на автодороги регионального значения 76К-074 (подъезд к городу Нерчинску) и 76А-008 (Могойтуй — Сретенск — Олочи).